# Żerków (gmina)
Żerków – gmina miejsko-wiejska w województwie wielkopolskim, w powiecie jarocińskim. W latach 1975–1998 gmina położona była w województwie kaliskim.
Siedziba gminy to Żerków.
Według danych z 30 czerwca 2004 gminę zamieszkiwało 10 599 osób. Natomiast według danych z 31 grudnia 2017 roku gminę zamieszkiwało 10 378 osób.
Według danych z 31 grudnia 2019 roku gminę zamieszkiwało 10 248 osób.

## Struktura powierzchni
Według danych z roku 2002 gmina Żerków ma obszar 170,5 km², w tym:
- użytki rolne: 76%
- użytki leśne: 15%

Gmina stanowi 29,01% powierzchni powiatu.

## Demografia

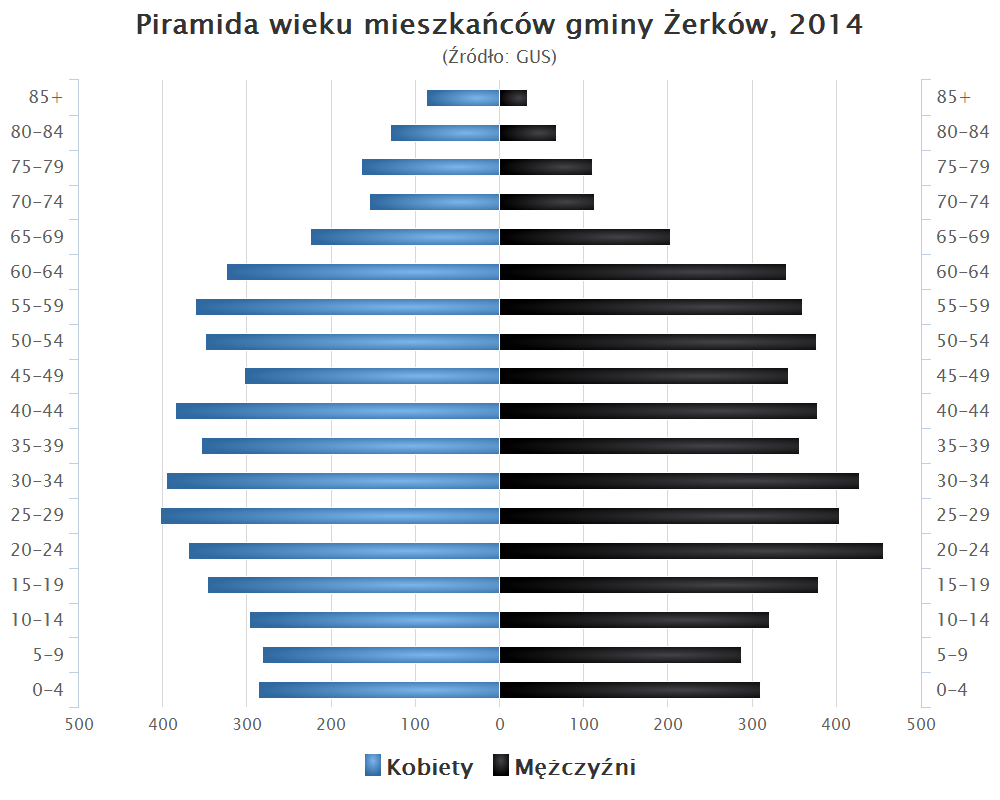
Piramida wieku mieszkańców gminy Żerków w 2014 roku

Dane z 30 czerwca 2004:
| Opis                              | Ogółem | Ogółem | Kobiety | Kobiety | Mężczyźni | Mężczyźni |
| --------------------------------- | ------ | ------ | ------- | ------- | --------- | --------- |
| jednostka                         | osób   | %      | osób    | %       | osób      | %         |
| populacja                         | 10 599 | 100    | 5344    | 50,4    | 5255      | 49,6      |
| gęstość zaludnienia (mieszk./km²) | 62,2   | 62,2   | 31,3    | 31,3    | 30,8      | 30,8      |

## Miejscowości
Antonin, Bieździadów, Brzóstków, Chrzan, Dobieszczyzna, Gąsiorów, Gęczew, Kamień, Komorze Przybysławskie, Kretków, Laski, Lgów, Lisew, Lubinia Mała, Ludwinów, Miniszew, Paruchów, Parzewnia, Pawłowice, Podlesie, Pogorzelica, Prusinów, Przybysław, Raszewy, Rogaszyce, Rozmarynów, Sierszew-Sucha, Stęgosz, Szczonów, Śmiełów, Żerniki, Żółków.

## Sąsiednie gminy
Czermin, Gizałki, Jarocin, Kołaczkowo, Kotlin, Miłosław, Nowe Miasto nad Wartą, Pyzdry